# Calotă glaciară

Calota glaciară ce acoperă o bună parte din Groenlanda

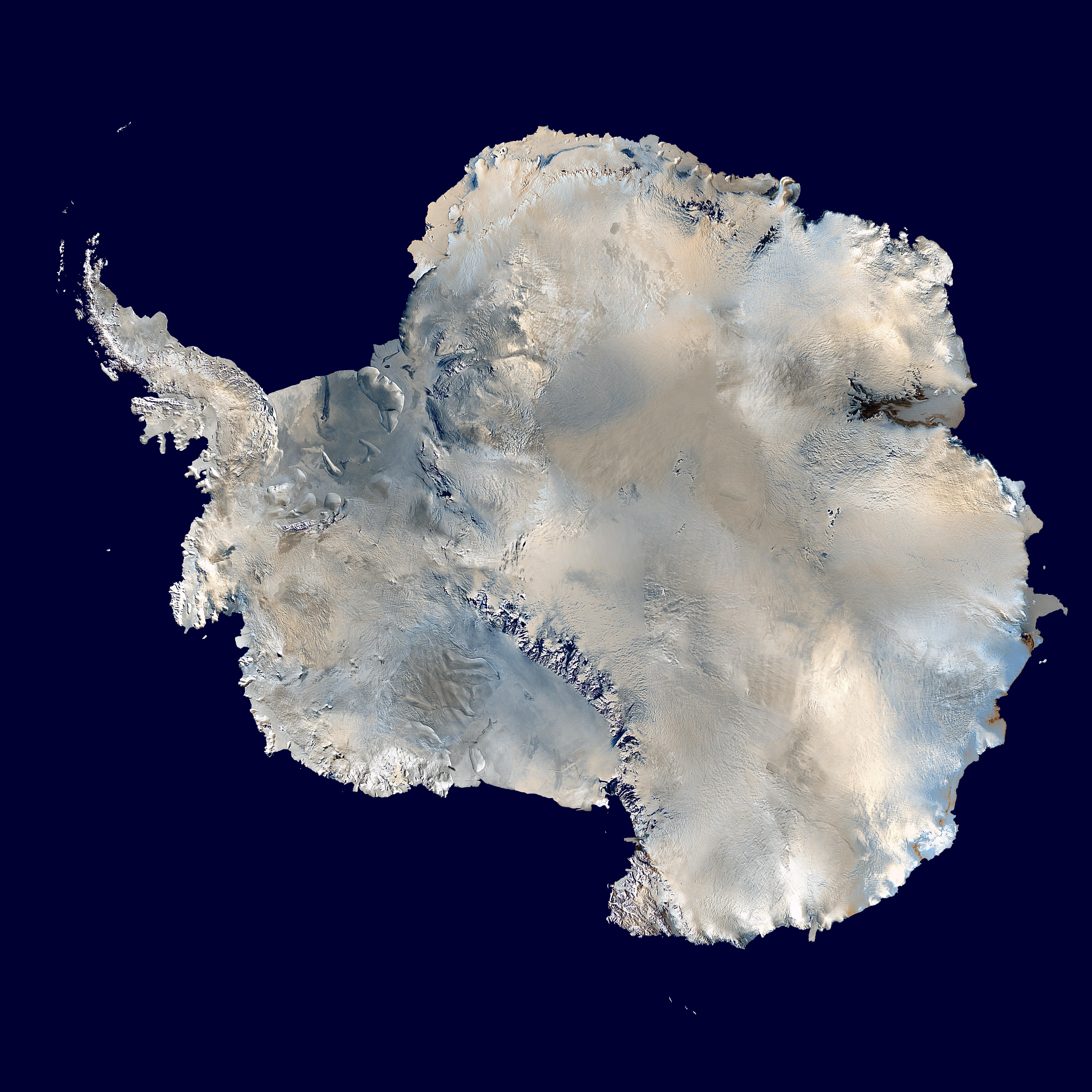
O imagine de satelit a Antarcticii

Calotă glaciară,  sau Inlandsis, reprezintă masa de gheață care acoperă porțiunile mari în regiunile polare sau părțile superioare ale munților înalți, și depășește suprafața de 50.000 km2 (19.000 sq mi) astfel, cunoscut și sub numele de ghețar continental. Singurele calote glaciare din prezent se întâlnesc în Antarctica, Groenlanda și în insulele din Oceanul Arctic. Acolo vegetația lipsește, datorită absenței unui strat de sol.Calotele glaciare se află în climatul polar.